# 69286 фон Лібіх
69286 фон Лібіх (69286 von Liebig) — астероїд головного поясу, відкритий 10 жовтня 1990 року.
Тіссеранів параметр щодо Юпітера — 3,334.